# Mudeford
Mudeford – dzielnica w Christchurch, w Anglii, w hrabstwie Dorset, w dystrykcie (unitary authority) Bournemouth, Christchurch and Poole. Leży 49 km na wschód od miasta Dorchester i 143 km na południowy zachód od Londynu.